# Эспинола, Эрнесто
Эрнесто Эспинола (исп. Ernesto Espinola, годы жизни неизвестны) — парагвайский шахматист.
Чемпион Парагвая 1940 и 1941 гг.
В составе сборной Парагвая участвовал в шахматной олимпиаде 1939 г. в Буэнос-Айресе. В этом соревновании, выступая на 2-й доске, сыграл 14 партий, из которых 3 закончил вничью (с Дж. Томасом, П. Бендером и Дж. Керлином) и 11 проиграл.